# Kremstal Straße
Die Kremstal Straße B 139 ist eine Landesstraße in Österreich im Bundesland Oberösterreich. Sie verläuft von Linz nach Rohr im Kremstal. Ein Großteil der Strecke liegt im Kremstal, das ihr auch den Namen gegeben hat.

## Geschichte
Die Linz-Kremsmünsterer Bezirksstraße wird seit 1932 als Kremstalstraße bezeichnet. In geänderter Schreibweise gehörte die Kremstal Straße vom 1. Jänner 1950 bis 2002 zum Netz der Bundesstraßen in Österreich.
Ursprünglich verlief die Kremstal Straße beginnend bei der Unionkreuzung (in Linz) an der ehemaligen B 129 (Passauer Straße) – Unionstraße – Welser Straße – Trauner Kreuzung – Traun Hauptplatz – alte Trauner Traunbrücke – Haid usw.
Nach der Errichtung der Westbrücke, der Verkehrsspinne Waldeggstraße und des 1967 fertiggestellten Römerbergtunnels wurde die B 139 auf den heutigen Linzer Straßenverlauf, die sogenannte Westtangente, umgelegt. Im Zuge dessen wurde die Straßenbahnlinie M, die Teile der Waldeggstraße befuhr, aufgelassen und durch Autobusse ersetzt.
Seit dem 1. Dezember 1973 endet die Kremstal Straße nicht mehr in Kremsmünster, sondern schon früher und nördlicher in Rohr im Kremstal. Die bisherige Strecke zwischen Zehethof und Kremsmünster wurde damals zur Landesstraße herabgestuft.

## Streckenverlauf
- T-Anschluss an die hier unmittelbar entlang der Donau vorbeiführenden Eferdinger Straße B 129 an der Oberen Donaulände in Linz
- Westtangente (dies ist der Straßenverlauf: Römerbergtunnel (zweispurige Fahrbahn, ostseitig Gehsteig, auf diesem wurde erst nach 1990 Radfahren erlaubt, auf der Fahrbahn gilt nach wie vor Radfahrverbot; Ausmündung des Radgehweges durch einen ca. 20 m kurzen Extratunnel) – Kapuzinerstraße – Hopfengasse – Sandgasse – Kellergasse – Waldeggstraße – Kreuzung Bahnhofspinne (O-Bus quert) – Waldeggstraße – Westbrücke (über Lokal-, West-, Pyhrnbahn, Unionstraße; neu seit 20xx: Straßenbahn))
- Anschluss an den Zubringer zur Mühlkreisautobahn A 7 an der Westbrücke, in der Nähe vom Knoten Bindermichl – Unionstraße – Welser Straße
- Weiterer Verlauf durch die Gemeinden Leonding
- Pasching, etwa hier Trauner Kreuzung mit B 1, deren Richtungsfahrbahnen nur hier durch eine Insel für eine Tankstelle im SW etwas auseinandergelegt sind. An 4–6 der 8 Straßenseiten Radwege, an 7 Gehwege.
- Traun
- Ansfelden, hier Anschluss an die West Autobahn A 1
- Pucking
- Neuhofen an der Krems
- Kematen an der Krems
- Rohr im Kremstal
- Anschluss an die Voralpen Straße B 122

## Verkehrsproblematik
Etwa seit 1990 siedelte sich eine Vielzahl an Handelsbetrieben entlang der B 139 innerhalb weniger Kilometer zwischen dem Gewerbegebiet Harter Plateau in Leonding und dem Haid Center in Ansfelden an. Die drei großen Einkaufszentren (PlusCity, Haid Center und UNO Shopping) sowie eine Vielzahl weiterer Handelsbetriebe verursachten einen Verkehrsansturm per Pkw, den die in diesem Abschnitt lediglich zweispurig ausgebaute Straße kaum verkraften konnte.
Der an der Westseite der Straße geführte Zweirichtungs-Rad- und Gehweg wird durch Lärmschutzwände, Straßenanschlüsse vor allem zu den Einkaufszentren und zunehmende Verampelung (VLSA) in seiner Qualität beeinträchtigt.
Im überwiegend Wohnzwecken dienenden Siedlungsgebiet zwischen B 139 und B 1 mit den Leondinger Stadtteilen Doppl und Hart sowie dem Paschinger Ortsteil Langholzfeld wurde gegen die den Staus auf der B 139 ausweichenden Pkws um 1988 ein „Allgemeines Fahrverbot ausgenommen Anlieger“ erlassen. Damit wurde auch unbedacht ein Teil des sanften Radverkehrs entrechtet. Erst nach etwa fünf Jahren wurde das Bedürfnis des leisen Radverkehrs nach ruhigen und abkürzenden Fahrmöglichkeiten durch die Erweiterung der Ausnahme vom Fahrverbot auf Radfahrer berücksichtigt.

## Umfahrung

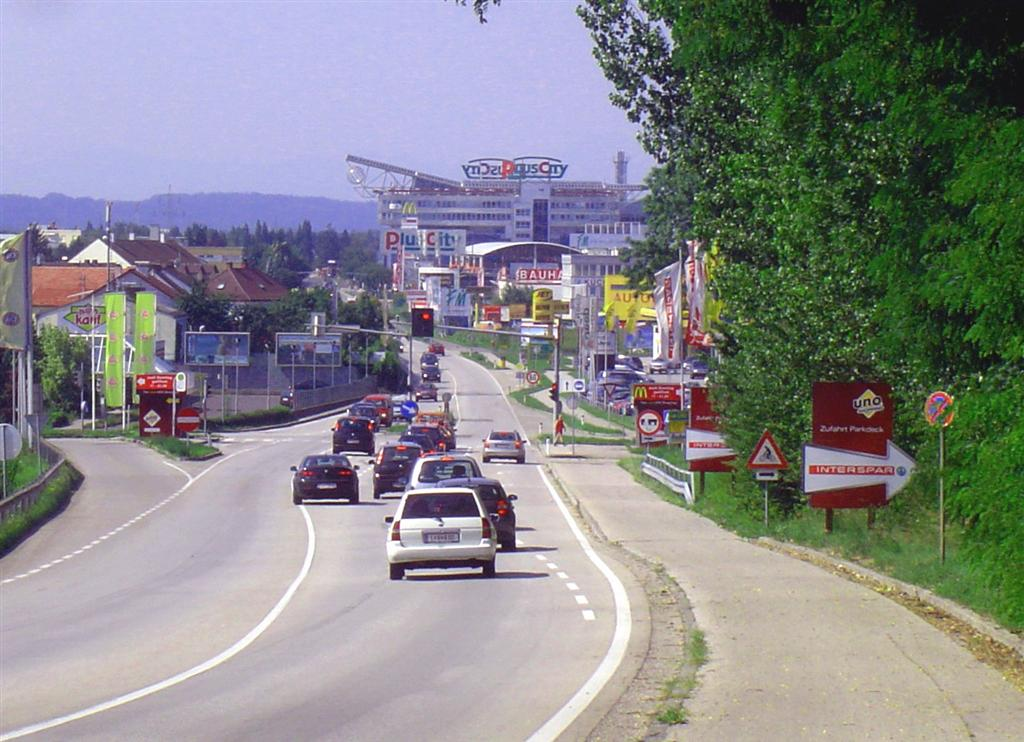
Blick von der Anhöhe des Rad-Fußweges beim UNO Shopping (links, nicht sichtbar) Richtung Plus City (Bildmitte).

### Haid – Gemeinde Ansfelden und Pucking
Zwischen Haid im Bereich Dammstraße und dem UNO Shopping in Leonding wurde eine neue zweispurige Trasse etwas westlich, parallel zur bestehenden, angelegt.
2020 startete die Umweltverträglichkeitsprüfung für die Umfahrung Haid und eine neue Anschlussstelle Traun, westlich der bestehenden, an die A 1 und A 25. Baubeginn soll 2021 sein. Die geplante vierstreifige Strecke beginnt im Süden bei Ritzlhof, führt westlich am Haid Center vorbei, wo die neue Anschlussstelle an die Autobahnen A 1 und A 25 entstehen soll. Auf Höhe der Traunuferstraße soll eine Anschlussstelle entstehen und ab dort die bestehende B 139b, der bestehende  erste Abschnitt der Umfahrung Haid, von zwei auf vier Fahrstreifen ausgebaut werden. Dadurch sollen auch die Kreisverkehre B 139/B139b am nördlichen Ende der Umfahrung Haid und bei Ritzlhof im Süden zu Kreuzungen mit verkehrsabhängig gesteuerten Ampeln umgebaut werden. Die Streckenlänge beträgt 3,0 km, ohne Nebenanlagen.  In Puckung und Ansfelden sollen 17 ha Betriebsgebiet entstehen.
Gegner der Planung sprechen von einer Versiegelung von 10 ha landwirtschaftlicher Fläche versiegelt werden und behaupten, „[d]ie Verkehrsplaner geben zu, dass sich beim Kreuzungspunkt der neuen 4-spurigen mit der alten 2-spurigen B139 Staus Richtung Traun nicht vermeiden lassen.“ Dies mache einen vierstreifigen Ausbau der Umfahrung Traun notwendig, sodass ein Autobahnzubringer („Megastraße“) entstehe. Das Vorhaben verschlinge ca. 100 Millionen €. 6 Millionen € sollten Grundstückseigentümer bezahlen, die Umwidmungsgewinne von mehr als 30 Millionen € lukrierten. Im Zuge des Straßenbaus werde auch der Großteil des naturnahen 80 Jahre alten Haider Wasserwaldes mit einer reichhaltigen Vogelwelt geopfert.

### Leonding
Im Gemeindegebiet von Leonding, von der Stadtgrenze zu Linz bis zum UNO Shopping, wurde die bestehende B139 bereits vierspurig ausgebaut. Dabei wurde ein Grünstreifen in der Mitte freigelassen, auf dem seit August 2011 die Straßenbahnlinie 3 und seit September 2016 auch die Linie 4 verkehrt. Die beiden neuen Fahrstreifen waren ursprünglich als Busspuren ausgelegt und durften nur von öffentlichen Bussen und Taxis benutzt werden, wurden nach Inbetriebnahme der Straßenbahn aber für den Individualverkehr freigegeben.

### Neuhofen
Auch in Neuhofen könnte die B 139 aus dem Gemeindegebiet auf eine Umfahrung verlegt werden. Dazu wurde 2005 eine Machbarkeitsstudie und eine Variantenbeurteilung durchgeführt, gebaut wurde bis Ende 2014 noch nicht.